# Synanceia verrucosa
Synanceia verrucosa, conosciuto comunemente come pesce pietra, è un pesce d'acqua salata appartenente alla famiglia Synanceiidae. È uno dei pesci più velenosi al mondo e può risultare letale per l'uomo.

## Distribuzione e habitat
Questa specie è diffusa nel Mar Rosso e nell'Indo-Pacifico (dall'Africa orientale alla Polinesia francese, dal Giappone meridionale all'Australia nord-orientale). Abita le acque poco profonde, fino ad un massimo di 30 metri di profondità, delle barriere coralline.

## Descrizione
Il pesce pietra presenta un corpo tozzo, con testa e bocca molto grandi, peduncolo caudale più stretto. Le pinne sono grosse, tozze e arrotondate, rette da raggi spessi. Gli aculei che reggono la pinna dorsale, da 12 a 14, sono collegati a ghiandole velenifere che secernono un potente veleno. Alcuni esemplari hanno anche i raggi delle pinne pettorali velenosi. Il corpo è completamente ricoperto di escrescenze carnose e callose e altre simili a piccole alghe, dando a questa specie l'aspetto di una roccia incrostata di alghe e coralli. La livrea varia dal rosso-rosa al bruno scuro, talvolta anche al bluastro. Raggiunge una lunghezza di 40 cm.

## Riproduzione
Sessualmente maturo alla lunghezza di 24 cm circa.

## Alimentazione
Il pesce pietra sfrutta il suo perfetto mimetismo per predare ogni pesce e crostaceo che capiti a portata della sua grande bocca.

## Veleno

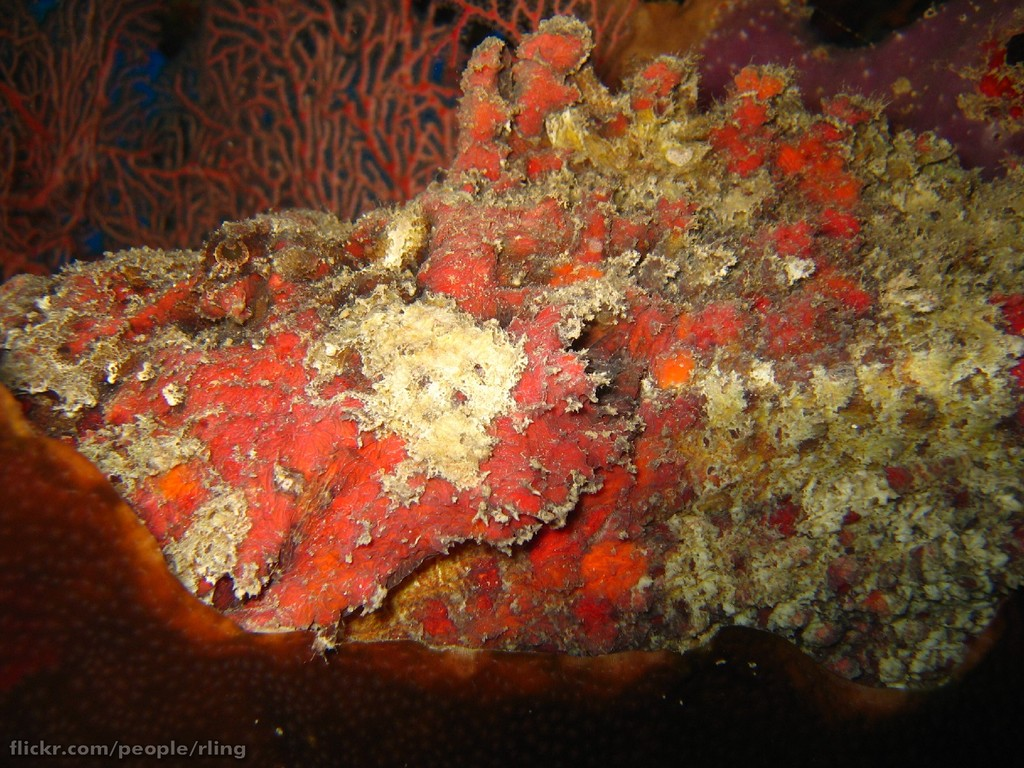
Particolare della testa del Pesce pietra, perfettamente mimetizzata

Quello di cui dispone è il veleno ittico più potente tra quelli noti; il pesce pietra secerne un veleno lattiginoso che viene usato solamente a scopo difensivo: gli aculei infatti fanno fuoriuscire il veleno soltanto per pressione diretta, che avviene nel caso in cui un malaugurato predatore decida di cibarsi del pesce o un bagnante o un sub tocchino direttamente il pesce. Il veleno è una cardiotossina che produce un forte dolore e gonfiore alla zona d'iniezione, che si estende in tutto il corpo e provoca in seguito tachicardia. Se non curata, la puntura è letale. Il veleno è termolabile, quindi in caso di puntura la prima cosa da fare è immergere la parte colpita in acqua molto calda, in attesa che un medico somministri l'antidoto al veleno. Nei luoghi d'origine non è raro l'incontro con questa specie.

## Pesca
Viene consumato in alcuni ristoranti in Giappone (facile vederlo nei mercati ittici o semplicemente da pescivendoli), e come specialità in un ristorante di Hong Kong.

## Acquariofilia

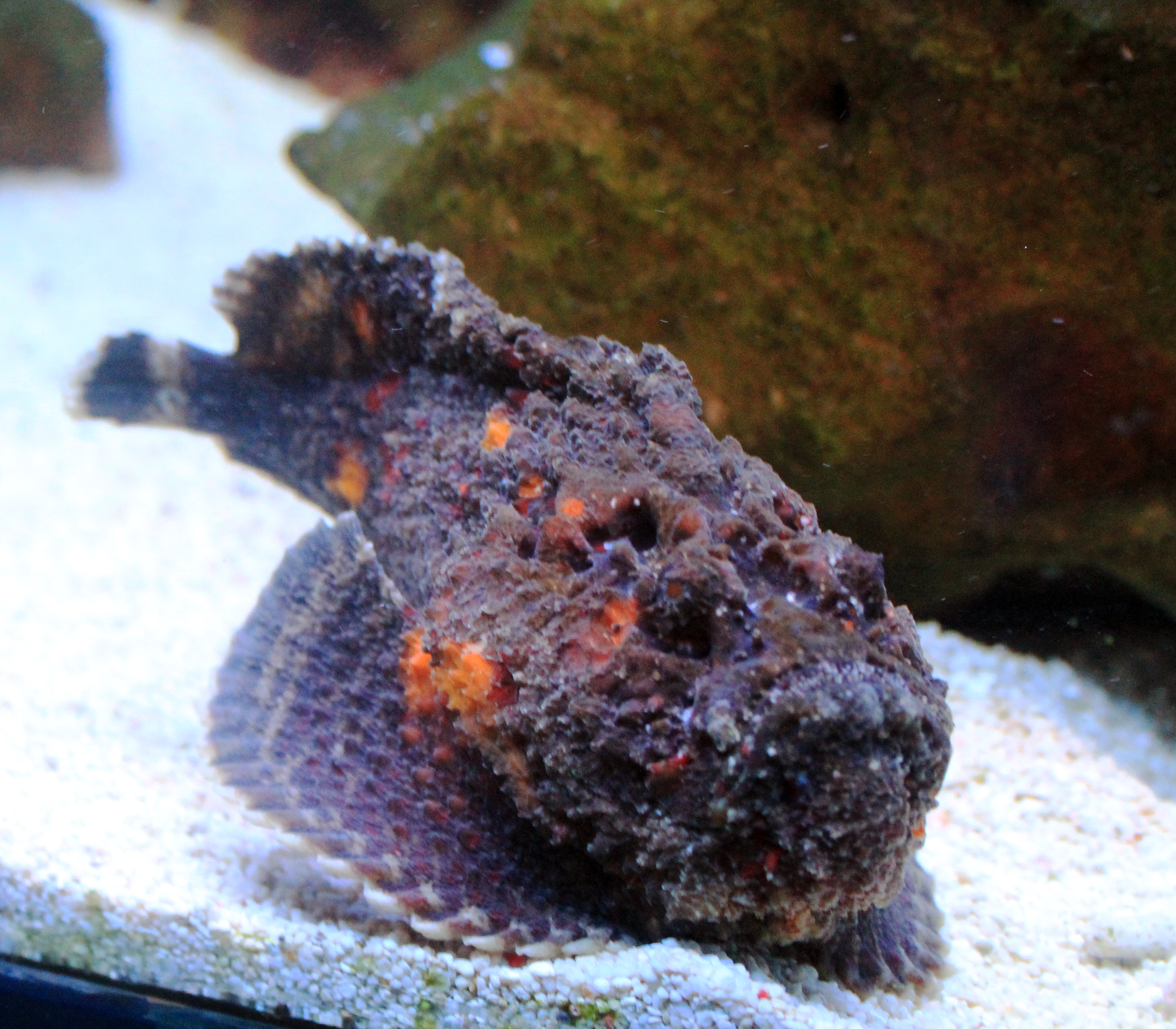
Pesce pietra all'acquario marino di Praga

A causa del suo potente veleno è molto conosciuto dalla popolazione, pertanto è spesso ospite in acquari pubblici. Non sembra esistere un commercio per acquari privati, se non in rarissimi casi di allevatori appassionati.